# Tanjō-ji
Le Tanjō-ji (誕生寺), est un temple bouddhiste du Nichiren Shū situé dans la ville de Kamogawa, préfecture de Chiba au Japon. Avec le Kuon-ji, préfecture de Yamanashi,  le Honmon-ji au sud de  Tokyo et le Seichō-ji également dans la ville de Kamogawa, le Tanjō-ji est un des « quatre endroits sacrés du Nichiren Shū ».

## Histoire
En octobre 1276, un temple est fondé sur l'emplacement de la naissance de Nichiren par Nichike, un de ses disciples. Ce premier temple, détruit par un séisme en 1498 et de nouveau par un séisme et un tsunami en 1703, est par la suite déplacé plus à l'intérieur des terres. Le temple est reconstruit et étendu dans les années 1700 sous l'égide de Tokugawa Mitsukuni. Cependant, à l'exception du niōmon, tous les bâtiments du Tanjō-ji sont détruits par un incendie en 1758. Le temple, lentement reconstruit depuis ce temps, se voit ajouter de nombreuses édifices à la fin du XXe siècle grâce aux efforts soutenus d'une organisation laïque.

## Édifices importants et trésors culturels
- Niōmon, 1703
- Bâtiment principal, 1991
- Soshi-dō, 1842
- Pagode Honshi-den Hoto, 1988
- Trésor, 1989
- Kyakuden, 1933
- Sept mandalas de la main de Nichiren (époque de Kamakura)